# Ōyamato-jinja
L'Ōyamato-jinja (大和神社) est un sanctuaire shinto situé à Tenri, préfecture de Nara au Japon.
Le sanctuaire bénéficie du patronage impérial au début de l'époque de Heian. En 965, l'empereur Murakami ordonne que des messagers impériaux soient envoyés pour signaler les événements importants aux kamis gardiens du Japon. Ces heihaku sont d'abord présentés à seize sanctuaires dont l'Ōyamato-jinja.
De 1871 jusqu'en 1946, l'Ōyamato-jinja est officiellement désigné comme l'un des kanpei-taisha (官幣大社), ce qui signifie qu'il se trouve au premier rang des sanctuaires soutenus par l'État.

## Source de la traduction
- (en) Cet article est partiellement ou en totalité issu de l’article de Wikipédia en anglais intitulé « Ōyamato Shrine » (voir la liste des auteurs).